# Урбен Бремс
Урбен Бремс (фр. Urbain Braems, 10 листопада 1933, Зоттегем — 9 вересня 2021) — бельгійський футболіст, що грав на позиції захисника. По завершенні ігрової кар'єри — тренер.

## Ігрова кар'єра
У дорослому футболі дебютував 1950 року виступами за команду «Зоттегем» з однойменного рідного міста, в якій провів п'ять сезонів.
Своєю грою за цю команду привернув увагу представників тренерського штабу «Мехелена», до складу якого приєднався 1955 року. Після цього виступав за «Брюгге» та «Дарінг» (Брюссель). Завершив кар'єру футболіста виступами за команду «Моленбек» у 1960 році. Всього у вищому дивізіоні Бельгії зіграв 50 ігор і забив 13 голів.

## Кар'єра тренера
Розпочав тренерську кар'єру також у своєму рідному клубі «Зоттегем», а 1967 року очолив тренерський штаб клубу «Серкль». Вони мали п'ятирічний план просування з 3-го у 1-й дивізіон після того, як вони були пониженні у класі через корупційний скандал. Через чотири роки мета вже була досягнута. Бремс залишався тренером у вищому дивізіоні протягом одного сезону і закінчив турнір на п'ятому місці.
1972 року став головним тренером команди «Антверпен», тренував команду з Антверпена один рік. Згодом протягом 1973—1975 років очолював тренерський штаб клубу «Андерлехт». Він став національним чемпіоном в 1974 році з клубом, а на наступний сезон він зайняв третє місце у чемпіонаті, але виграв Кубок Бельгії.
1975 року прийняв пропозицію попрацювати у клубі «Беверен». У «Беверені» він працював, зокрема, з воротарями Жаном-Марі Пфаффом і півзахисником Жаном Янссенсом, які стали стовпами команди. У 1978 році йому вдалося виграти Кубок Бельгії з «Бевереном». Брамс, який був психологічним тренером, зробив «Беверен» провідною командою країни. Звичайно, ця продуктивність не залишилася непоміченою, і він отримав пропозицію від «Локерена». Тоді 45-річний тренер погодився і підписав контракт з клубом. Його нова команда зіграла сильний сезон і посіла четверте місце, але одкровенням став «Беверен», який став національним чемпіоном. Хоча Бремс вже не був головним тренером «Беверена», багато хто вважав, що це звання було в основному роботою Урбена.
Четверте місце з «Локереном» та чемпіонство «Беверена» дали Бремсу другий шанс в «Андерлехті». Проте клуб зайняв п'яте місце в чемпіонаті та отримав кваліфікацію для кубка УЄФА, після чого Урбен був звільнений, а в 1981 році знову розпочав роботу з «Бевереном». Цього разу Урбен залишився з клубом протягом трьох сезонів. Клуб покинули кілька важливих гравців, але тренер знову зміг привести свою команду до трофею. Одним з відкриттів Бремса став молодий 18-річний Філіп де Вільде. У 1983 році «Беверен» переміг у бельгійському Кубку, а у наступному сезоні команда навіть стала національним чемпіоном та виграла Суперкубок. У 1984 році Брам залишив клуб.
Після бельгійського періоду успіху він отримав багато запрошень з-за кордону — з США та з європейських топ-клубів, але у підсумку з 1985 і по 1988 рік очолював тренерський штаб грецького «Паніоніоса».
1989 року очолив турецький «Трабзонспор». Це було частково завдяки втручанню вихованця Жана-Марі Пфаффа, який опинився у «Трабзонспорі» після успішного періоду в «Баварії». «Трабзонспор» з Бремсом закінчив сезон на третьому місці і вийшов у фінал національного кубка, де поступився чемпіону країни «Бешикташу» (0:2). Після пропущеного року через медичне втручання, Бремс знову повернувся в турецький клуб і цього разу виграв Кубок, здолавши в фіналі «Бурсаспор», після чого остаточно завершив тренерську кар'єру. Як винагорода за внесок в успіхи «Транбзонспора» його було названо почесним громадянином Трабзона в 2007 році.

## Титули і досягнення

### Як тренера
- Чемпіон Бельгії (2):

«Андерлехт»: 1973–74
«Беверен»: 1983–84
- Володар Кубка Бельгії (3):

«Андерлехт»: 1974–75
«Беверен»: 1977–78, 1982–83
- Володар Кубка бельгійської ліги (1):

«Андерлехт»: 1974
- Володар Суперкубка Бельгії (1):

«Беверен»: 1984
- Володар Кубка Туреччини (1):

«Трабзонспор»: 1991-92